# ماتياس كيولو
ماتياس كيولو (مواليد 27 يونيو 2001) هو لاعب كرة قدم نرويجي يلعب في مركز خط الوسط في نادي تفينتي أنشخيدة.

## روابط خارجية
- ماتياس كيولو على موقع الاتحاد الأوربي (الإنجليزية)
- ماتياس كيولو على موقع اتحاد النرويج (النرويجية)
- ماتياس كيولو على موقع قاعدة بيانات كرة القدم.إي يو (الإنجليزية)
- ماتياس كيولو على موقع Soccerway.com (الإنجليزية)
- ماتياس كيولو على موقع عالم كرة القدم.نت (الإنجليزية)